# Mycalesis subignobilis
Mycalesis subignobilis är en fjärilsart som beskrevs av Embrik Strand 1913. Mycalesis subignobilis ingår i släktet Mycalesis och familjen praktfjärilar. Inga underarter finns listade i Catalogue of Life.